# Аппаев, Тленчи
Тленчи Аппаев (1928 — ?) — слесарь локомотивного депо Джамбул Алма-Атинской железной дороги (Джамбулская область), Герой Социалистического Труда (16.01.1974).
Родился в 1928 году в с. Биликуль Джамбулской области. Образование среднее (вечерняя школа, 1976).
В 1945-1947 гг. окончил Джамбулскую железнодорожную школу и работал котельщиком паровозного депо ст. Джамбул, затем кочегаром паровоза.
С 1951 по 1954 г. служил в  Советской Армии и после увольнения в запас продолжил работать на прежнем месте котельщиком, слесарем.
С 1956 г. бригадир комсомольско-молодежной бригады по ремонту тепловозов. Его бригада за период с 1959 по 1971 год  сократила срок ремонта одного тепловоза с 20 до 5 дней.
За высокие показатели в труде Указом Президиума Верховного Совета СССР присвоено звание Героя Социалистического Труда (16.01.1974).
Награждён орденом «Знак Почёта» (1971).
В последующем работал слесарем инструментального цеха, кладовщиком топливного цеха.
Избирался депутатом Верховного Совета Казахской ССР VII созыва (1967).